# Rob Bonta
Robert Bonta, né le 22 septembre 1972 à Quezon City aux Philippines, est un avocat et homme politique américain, membre du Parti démocrate. Membre du conseil municipal de la ville d'Alameda en Californie de 2010 à 2012, puis élu à l'Assemblée de l'État de Californie de 2012 à 2021, il est procureur général de Californie depuis le 23 avril 2021.
Il est le premier Philippino-Américain à entrer à l'Assemblée législative de l'État de Californie et est le premier américain d'origine philippine à occuper le poste de procureur général de Californie.

## Biographie

### Formation et carrière
Robert Andres Bonta est né le 22 septembre 1972 à Quezon City, aux Philippines, de citoyenneté américaine par son père. Il immigre en Californie avec sa famille lorsqu'il a deux mois. Après avoir effectué sa scolarité à Fair Oaks, une banlieue de Sacramento, Rob Bonta étudie à l'université Yale, où il obtient un Bachelor of Arts en histoire en 1993. Puis il étudie un an la politique, la philosophie et l'économie à l'université d'Oxford, avant d'étudier le droit à la faculté de droit de Yale où il obtient un diplôme de juris doctor en 1998.
Admis au barreau de l'État de Californie en 1999, il travaille comme associé au sein du cabinet d'avocats Keker, Van Nest & Peters LLP à San Francisco. En 2003, il devient adjoint du procureur de la ville de San Francisco, poste qu'il occupe jusqu'en 2010.

### Politique
En novembre 2010, Rob Bonta est élu au conseil municipal d'Alameda et est nommé vice-maire de la ville dès son investiture le 21 décembre. Moins d'un an plus tard, il se déclare candidat l'Assemblée de l'État de Californie pour le 18e district, et est élu en novembre 2012.
En tant que membre de l'Assemblée de l'État, Rob Bonta est l'auteur de modifications majeures du code pénal californien et des législations sur l'immigration, les soins de santé et le logement.

### Procureur général de Californie
Le 24 mars 2021, à la suite de la démission du procureur général de Californie Xavier Becerra pour devenir secrétaire à la Santé et aux Services sociaux des États-Unis, le gouverneur de Californie Gavin Newsom annonce la nomination de Rob Bonta au poste de procureur général de l'État,. Il est le premier Philippino-Américain à occuper ce poste.
Rob Bonta prend ses fonctions de procureur général en prêtant serment le 23 avril 2021 ; son épouse Mia Bonta est élue lors d'une élection spéciale en 2021 pour occuper le siège laissé vacant à l'Assemblée de l'État de Californie.
Lors des élections générales de novembre 2022, Rob Bonta est reconduit à son poste, avec 59,1 % des voix contre 40,9 % pour son opposant républicain, Nathan Hochman (en).
Il fait partie des personnalités pressenties pour briguer la succession de Gavin Newsom comme gouverneur de Californie lors des élections de 2026, mais annonce en février 2025 qu'il sera plutôt candidat à sa réélection comme procureur général, et apporte son soutien à Kamala Harris, alors elle aussi potentielle candidate. Harris annoncera quelques mois plus tard ne pas non plus briguer le poste.